# کار از کار گذشت
کار از کار گذشت نام یک کتاب ادبی است که توسط ژان پل سارتر، نویسندهٔ اهل فرانسه نوشته شده‌است.